# NGC 2032
NGC 2032 (другое обозначение — ESO 56-EN160) — эмиссионная туманность в созвездии Золотая Рыба.
Этот объект входит в число перечисленных в оригинальной редакции «Нового общего каталога».э
NGC 2032 и NGC 2035 образуют ядро области H II N59A. Скопления расположены в одной туманности, но кажутся разделёнными из-за пылевой полосы, которая, по-видимому, смешана с газом туманности и звёздами.